# Hammam Yalbougha

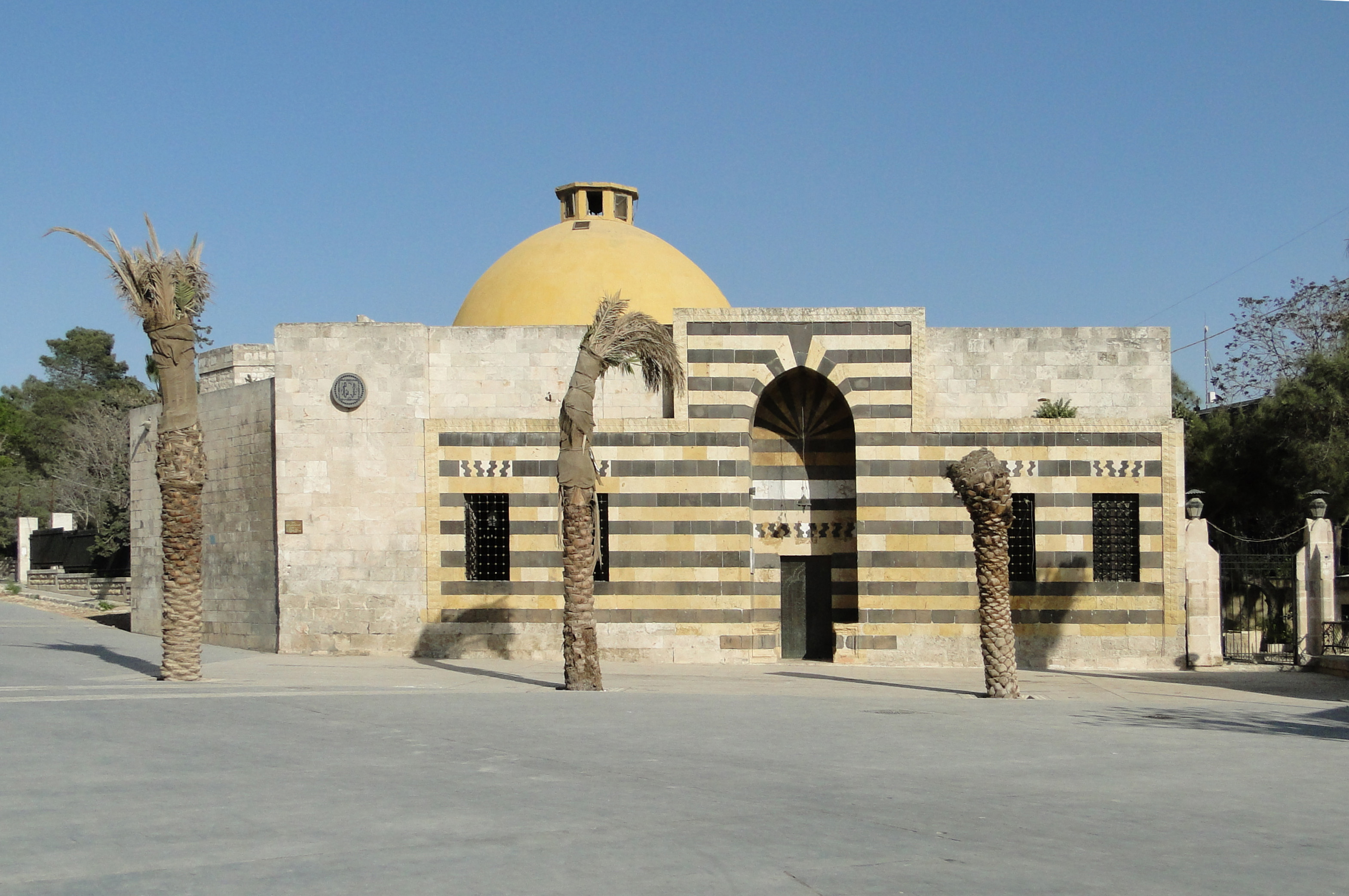
Entrée du hammam en 2010.

Le hammam Yalbougha al-Nassiri est un édifice du XVe siècle situé à Alep, deuxième ville de Syrie par sa population située au nord du pays. Il se trouve à droite de l'entrée de la citadelle d'Alep, au pied du monticule, entre le grand sérail (aujourd'hui disparu) et le palais de justice.
Construit pour servir de bains publics (hammam) en 1491 sous les Mamelouks, il est aujourd'hui gravement endommagé et partiellement détruit, des explosions ayant eu lieu pendant le conflit syrien ont fait s'écrouler les dômes, tandis que l'intérieur est ruiné.
Le hammam a été construit par l'émir d'Alep Saïfaddin Yalbougha al-Nassiri. Ses murs sont faits selon le style de l'ablaq, alternance de bandes de pierres calcaires et de basalte de couleur noire. Il est remarquable par ses iwans et ses dômes. Il a été inscrit au registre du patrimoine historique protégé en 1945.
Il a été entièrement restauré en 1989 et appartient au ministère du tourisme. Cet édifice du patrimoine aleppin a été partiellement démoli en septembre 2012 lors de l'offensive rebelle par des explosions pendant des attaques entre rebelles et forces loyalistes. Son dôme central s'est écroulé et l'intérieur est en ruines.